# Équipe du Nigeria de rugby à XIII
L'équipe du Nigeria de rugby à XIII est l'équipe qui représente le Nigeria dans les compétitions internationales. Elle regroupe les meilleurs joueurs nigérians (ou d'origine nigériane) de rugby à XIII.
Elle s'inscrit dans le cadre du programme de développement de rugby à XIII en Afrique, menée par la Fédération internationale de rugby à XIII.

## Histoire et contexte
L'équipe commence , comme beaucoup de nations émergentes, à disputer des tournois de rugby à IX.
Une première fédération est créée pour administrer l'équipe, mais celle-ci reste inactive pendant plusieurs années.
Elle est remplacée en 2018 par une nouvelle organisation Nigeria Rugby League Association qui devient membre observateur de la RLEF,
Au mois de décembre 2018, Joe Mbu, un ancien joueur des Broncos de Londres, est désigné sélectionneur de l'équipe nationale.

## Participation à la coupe d'Afrique des nations en 2019
Le pays participera à cette compétition du 2 au 5 octobre 2019, au cours de laquelle il rencontre, dans la ville de Lagos, le Ghana.
Il s'agit de la première édition de cette coupe, qui est prévue pour être un tournoi annuel, qui sera qualificatif pour la Coupe du monde en 2022.
Il gagne ce match 23 à 12 , et dispute ensuite la finale de cette première coupe, qu'il organise,  contre le  Maroc, qu'il bat finalement sur le score de 38 à 10, remportant ainsi le trophée.
À noter que sans attendre le déroulement de cette compétition, le Nigeria a déjà déposé sa candidature pour l'organisation de la compétition en 2020. Il est en concurrence avec le Liban, le Burundi et l'Afrique du sud. La décision devant être prise le 30 septembre 2019.

## Personnalités et joueurs emblématiques
Plusieurs « heritage players  » (joueurs originaire du Nigeria, mais jouant à l'étranger) s'illustrent dans le sport. En voici une liste non exhaustive : Will Sharp, Martin Offiah, Jamal Idris,  Bolu Fagborun, Abi Ekoku, Bright Sodje, Chris Enahoro,  Rob Worrincy et Ade Adebisi. Le rôle de ce dernier ne se limitant pas au terrain, puisque c'est grâce à son impulsion et celle de Martin Crawford que le rugby à XIII a été reconnu officiellement par les autorités nigérianes. 